# (33022) 1997 NN
1997 NN (asteroide 33022) é um asteroide da cintura principal. Possui uma excentricidade de 0.14157460 e uma inclinação de 4.52842º.
Este asteroide foi descoberto no dia 1 de julho de 1997 por Spacewatch em Kitt Peak.